# Dixieland (фільм Романа Бондарчука, 2015)
«Dixieland» або «Dixie Land» (укр. Діксіленд) — документальна стрічка 2015 року режисера Романа Бондарчука спільного виробництва України, Латвії та Німеччини.
Вперше фільм було представлено 15 вересня 2015 року на латвійському кінофестивалі Lielais Kristaps.

## Синопсис
У стрічці розповідається про нелегкі будні херсонського дитячого джазового оркестру «Dixie Land» та його учасників...

## У ролях
- Семен Ривкін — керівник оркестру
- Поліна Тарасенко — саксофоністка
- Роман Кур'янов — тромбоніст

## Творча група
- Режисер: Роман Бондарчук
- Сценарист: Дарина Аверченко
- Режисер монтажу: Роман Бондарчук
- Оператори: Роман Бондарчук. Андрій Лисецький
- Звукорежисер: Борис Петер, Олег Головьошкін, Сергій Прокопенко
- Продюсери: Ілона Бічевська, Дарина Аверченко, Сімоне Бауман, Улдіс Секуліс

## Нагороди та номінації
| Список нагород та номінацій | Список нагород та номінацій | Список нагород та номінацій                                 | Список нагород та номінацій | Список нагород та номінацій | Список нагород та номінацій |
| Кінофестиваль/Кінопремія    | Рік                         | Категорія                                                   | Номінант(и)                 | Результат                   | Дж                          |
| --------------------------- | --------------------------- | ----------------------------------------------------------- | --------------------------- | --------------------------- | --------------------------- |
| Премія «Золота дзиґа»       | 20.04.2018                  | Найкращий документальний фільм                              | Dixie Land                  | Номінація                   | [ 3 ]                       |
| Премія «Золота дзиґа»       | 20.04.2018                  | Найкращий композитор                                        | Антон Байбаков              | Номінація                   | [ 3 ]                       |
| Асоціація кінокритиків НСКУ | 2018                        | Диплом за «Найкращий український неігровий фільм 2017 року» | Dixie Land                  | Перемога                    | [ 4 ]                       |